# Dillon (Colorado)
Dillon és una població dels Estats Units a l'estat de Colorado. Segons el cens del 2000 tenia 802 habitants.

## Demografia
Segons el cens del 2000, Dillon tenia 802 habitants, 369 habitatges, i 195 famílies. La densitat de població era de 202,4 habitants per km².
Dels 369 habitatges en un 21,4% hi vivien nens de menys de 18 anys, en un 42,5% hi vivien parelles casades, en un 7,3% dones solteres, i en un 46,9% no eren unitats familiars. En el 31,7% dels habitatges hi vivien persones soles el 6% de les quals corresponia a persones de 65 anys o més que vivien soles. El nombre mitjà de persones vivint en cada habitatge era de 2,17 i el nombre mitjà de persones que vivien en cada família era de 2,62.
Per edats la població es repartia de la següent manera: un 15,5% tenia menys de 18 anys, un 10,8% entre 18 i 24, un 39,2% entre 25 i 44, un 25,6% de 45 a 60 i un 9% 65 anys o més.
L'edat mediana era de 37 anys. Per cada 100 dones de 18 o més anys hi havia 125,2 homes.
La renda mediana per habitatge era de 49.821 $ i la renda mediana per família de 59.107 $. Els homes tenien una renda mediana de 36.304 $ mentre que les dones 26.042 $. La renda per capita de la població era de 32.727 $. Entorn del 4,7% de les famílies i el 6,3% de la població estaven per davall del llindar de pobresa.

## Poblacions més properes
El següent diagrama mostra les poblacions més properes.